# Communes de la province de Trente
- Haut – A
- B
- C
- D
- E
- F
- G
- H
- I
- J
- K
- L
- M
- N
- O
- P
- Q
- R
- S
- T
- U
- V
- W
- X
- Y
- Z

## A

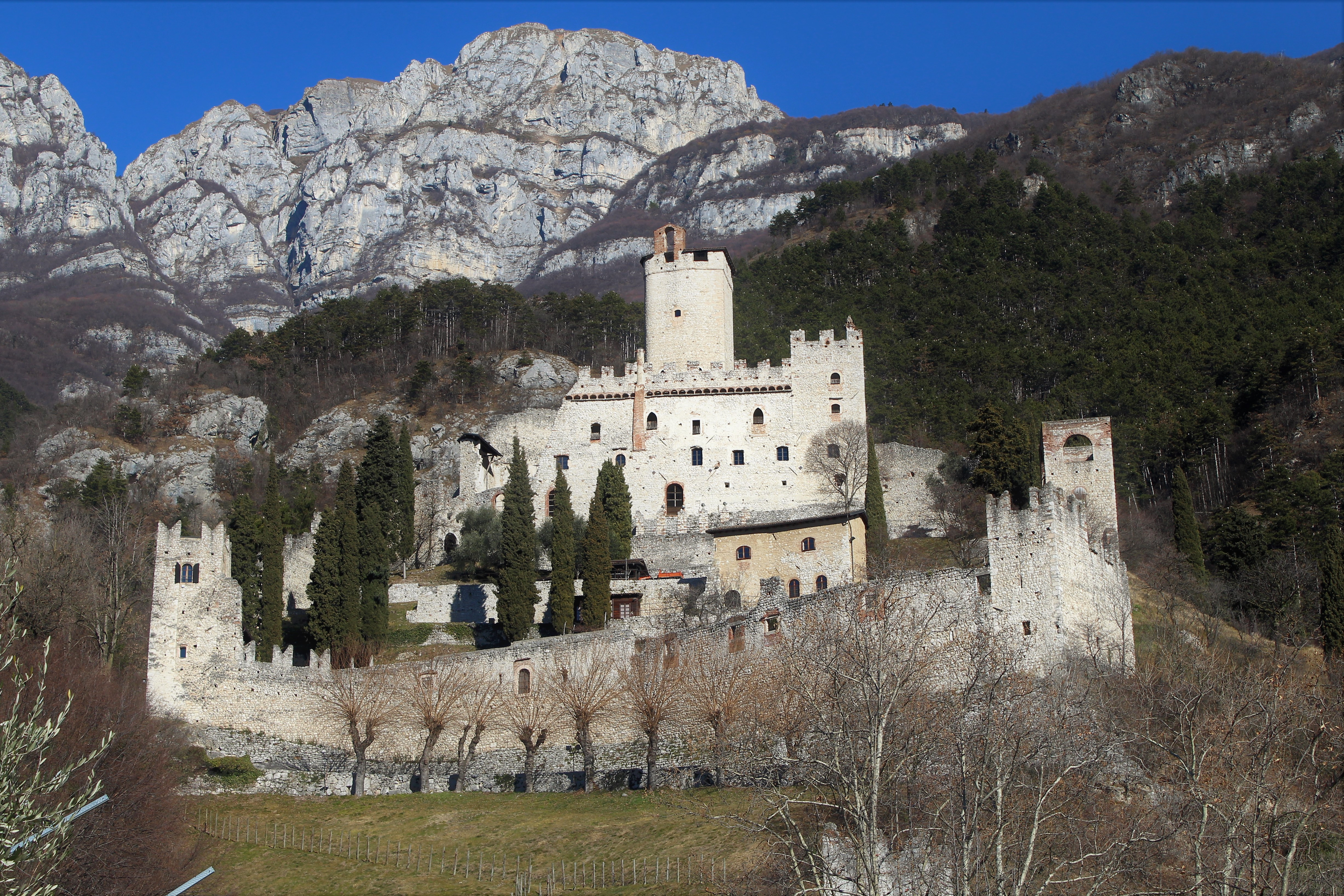
Château d'Avio.

- Ala
- Albiano
- Aldeno
- Altavalle
- Altopiano della Vigolana
- Amblar-Don
- Andalo
- Arco
- Avio

## B

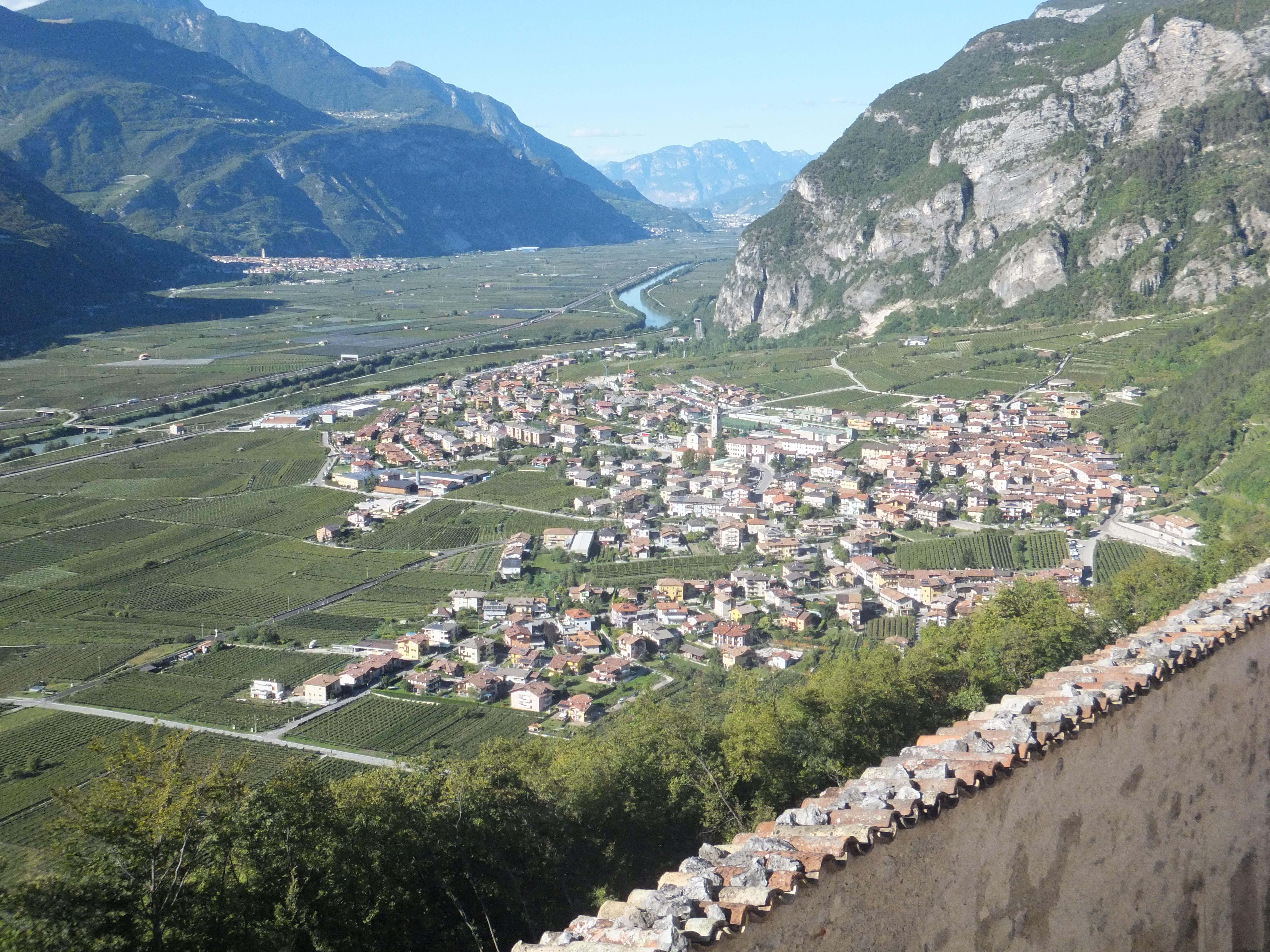
Besenello vu depuis Castel Beseno.

- Baselga di Pinè
- Bedollo
- Besenello
- Bieno
- Bleggio Superiore
- Bocenago
- Bondone
- Borgo Chiese
- Borgo d'Anaunia
- Borgo Lares
- Borgo Valsugana
- Brentonico
- Bresimo

## C

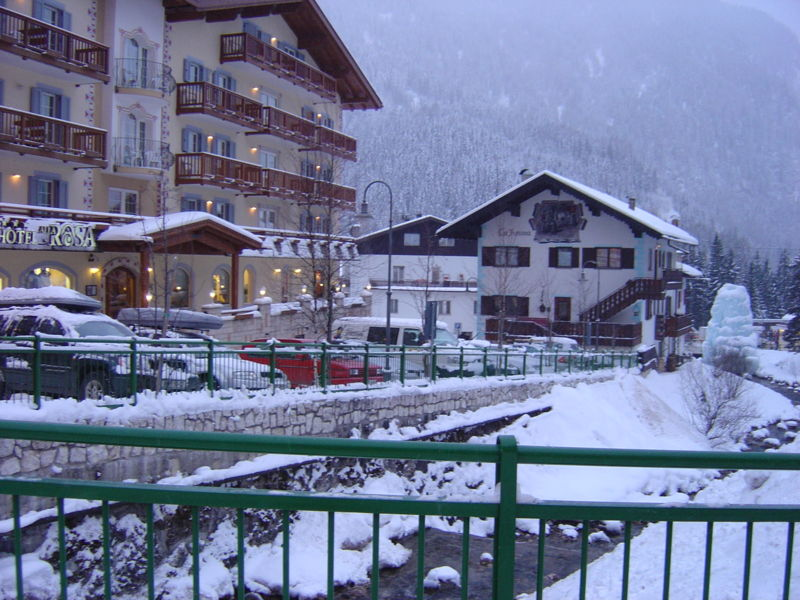
Canazei.

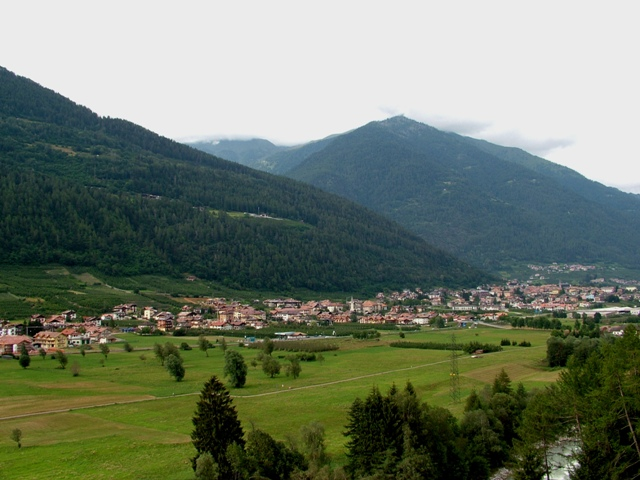
Croviana.

- Caderzone
- Calceranica al Lago
- Caldes
- Caldonazzo
- Calliano
- Campitello di Fassa
- Campodenno
- Canal San Bovo
- Canazei
- Capriana
- Carisolo
- Carzano
- Castel Condino
- Castel Ivano
- Castello Tesino
- Castello-Molina di Fiemme
- Castelnuovo
- Cavalese
- Cavareno
- Cavedago
- Cavedine
- Cavizzana
- Cembra Lisignago
- Cimone
- Cinte Tesino
- Cis
- Civezzano
- Cles
- Comano Terme
- Commezzadura
- Contà
- Croviana

## D

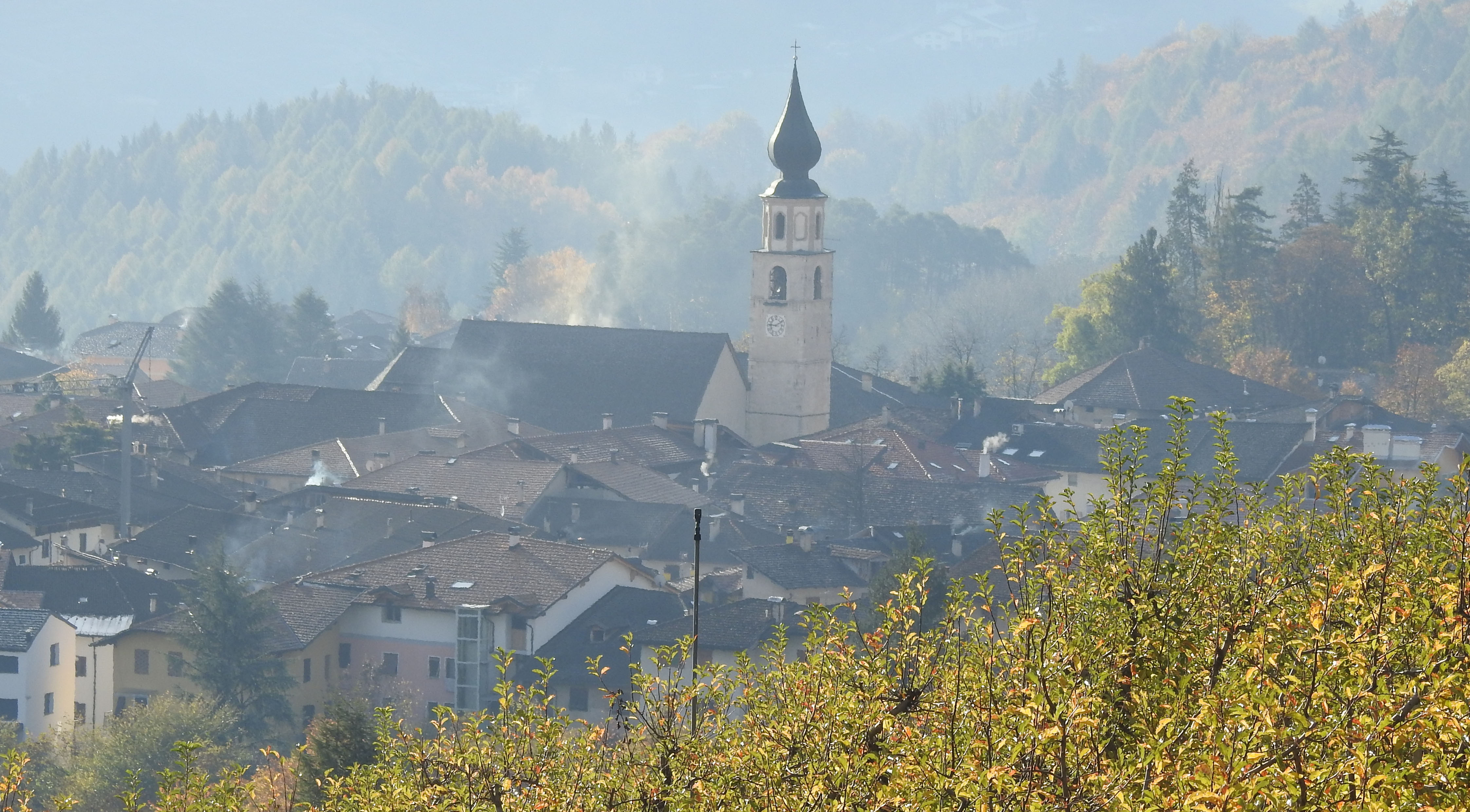
Denno.

- Dambel
- Denno
- Dimaro Folgarida
- Drena
- Dro

## F

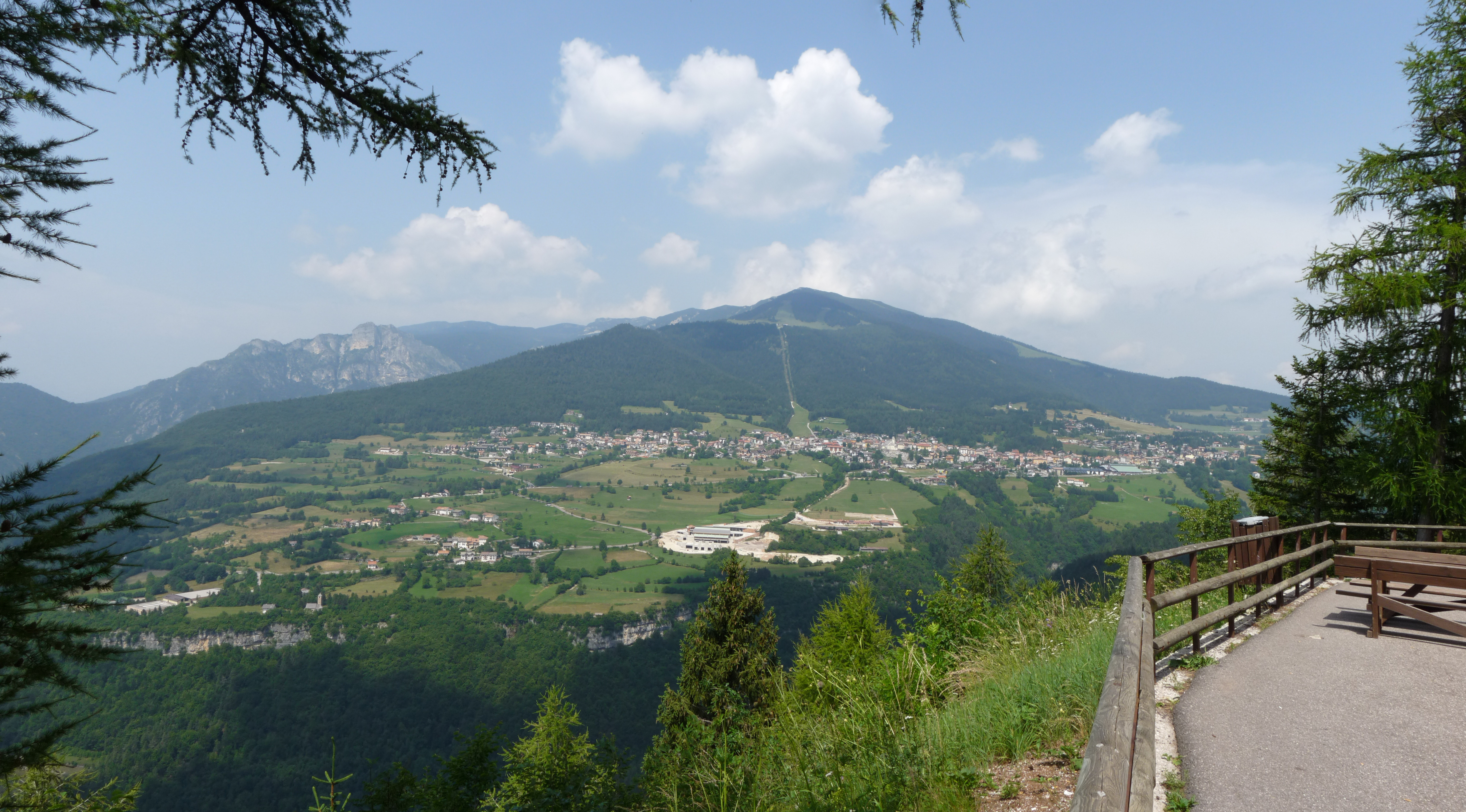
Folgaria.

- Fai della Paganella
- Fiavè
- Fierozzo
- Folgaria
- Fornace
- Frassilongo

## G

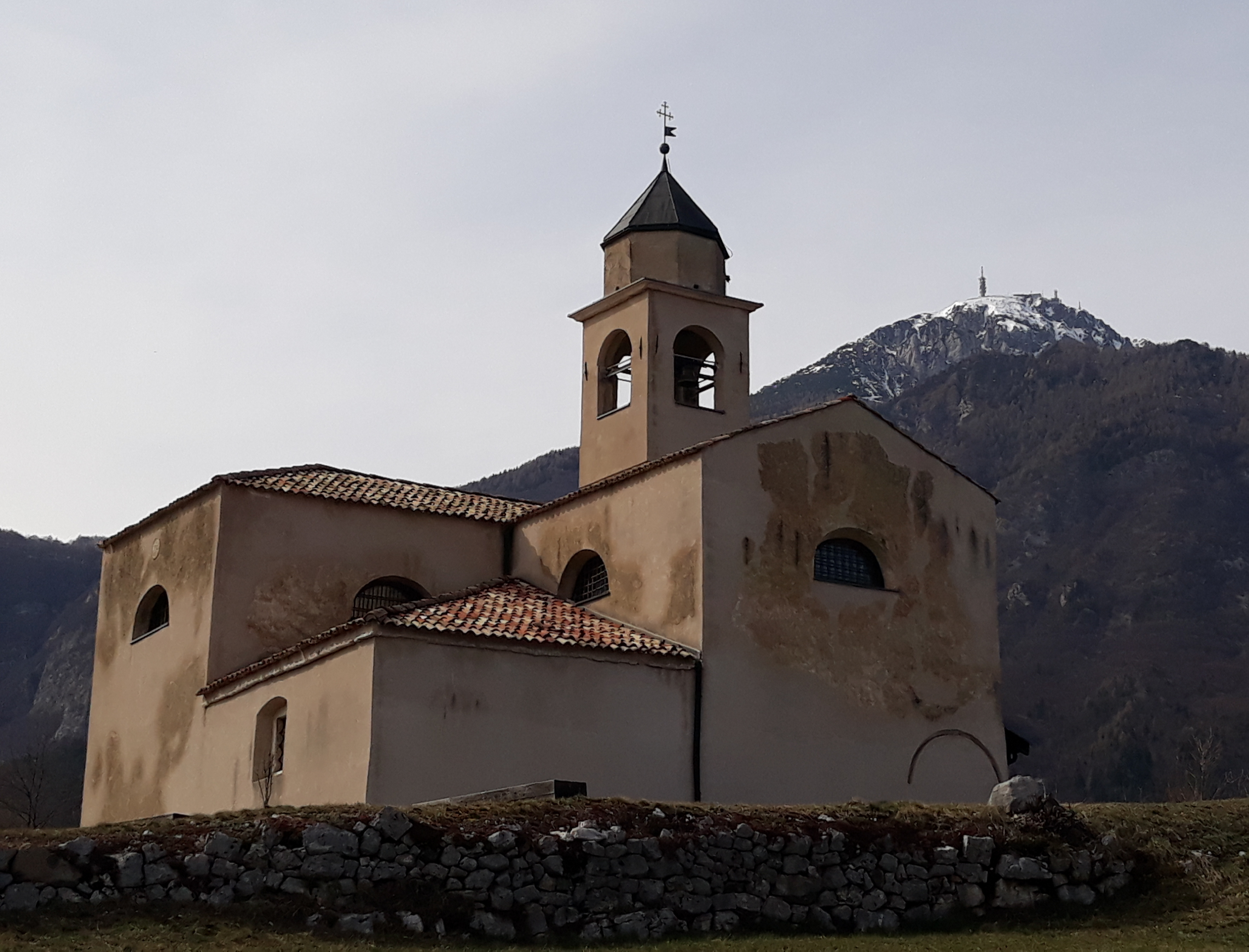
Garniga Terme.

- Garniga Terme
- Giovo
- Giustino
- Grigno

## I
- Imer
- Isera

## L

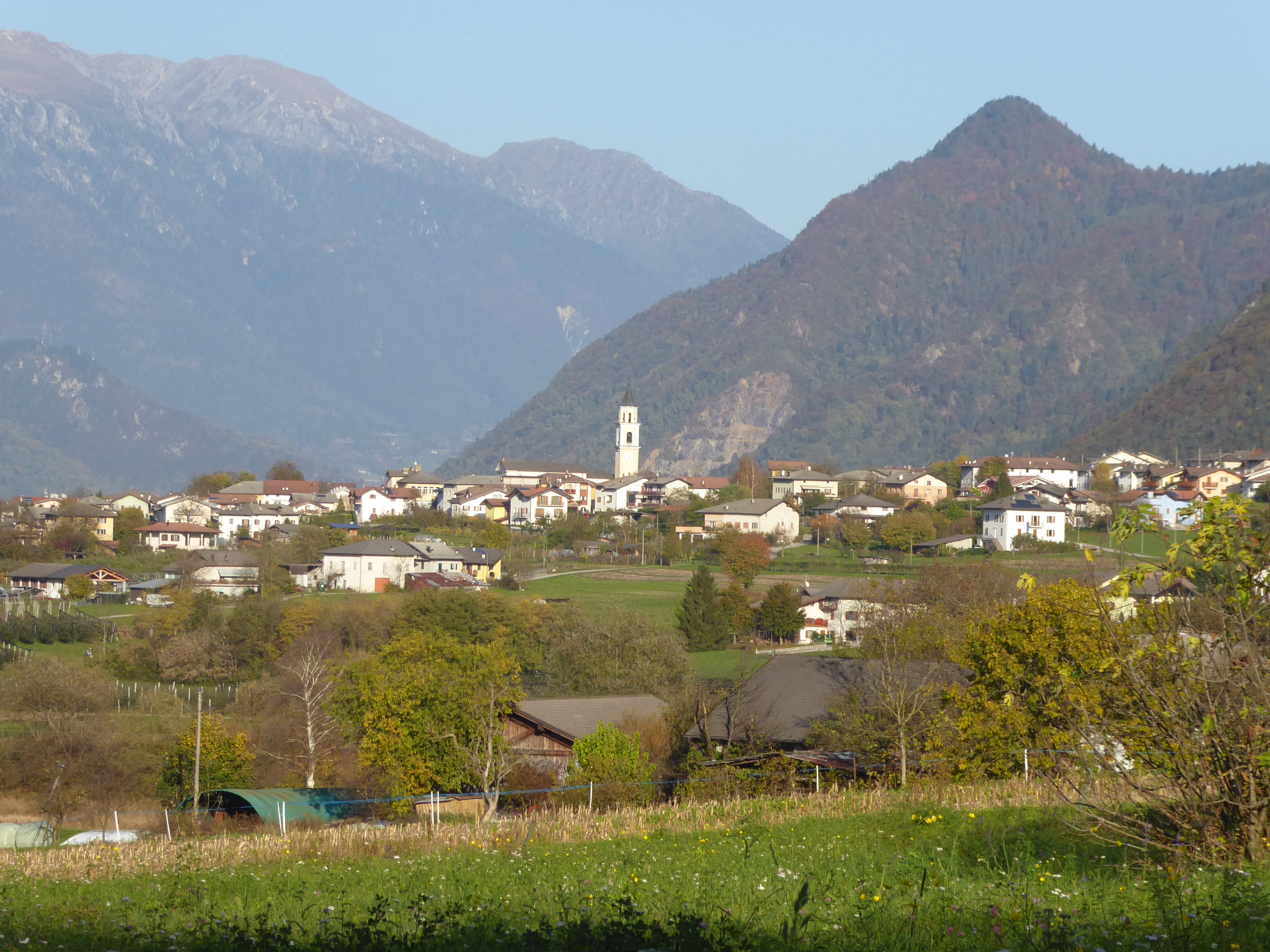
Levico Terme.

- Lavarone
- Lavis
- Ledro
- Levico Terme
- Livo
- Lona-Lases
- Luserna

## M

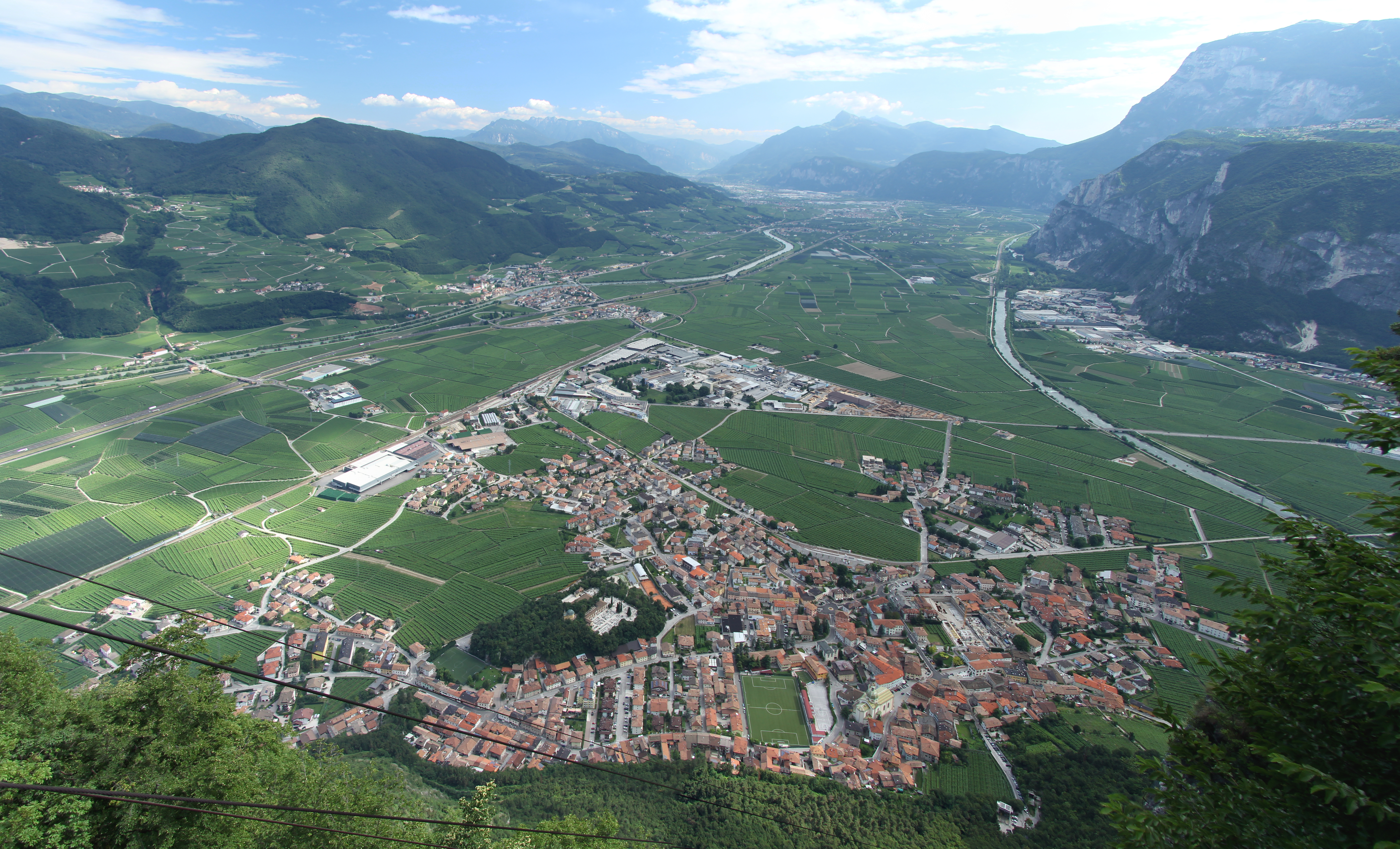
Mezzocorona.

- Madruzzo
- Malè
- Massimeno
- Mazzin
- Mezzana
- Mezzano
- Mezzocorona
- Mezzolombardo
- Moena
- Molveno
- Mori

## N

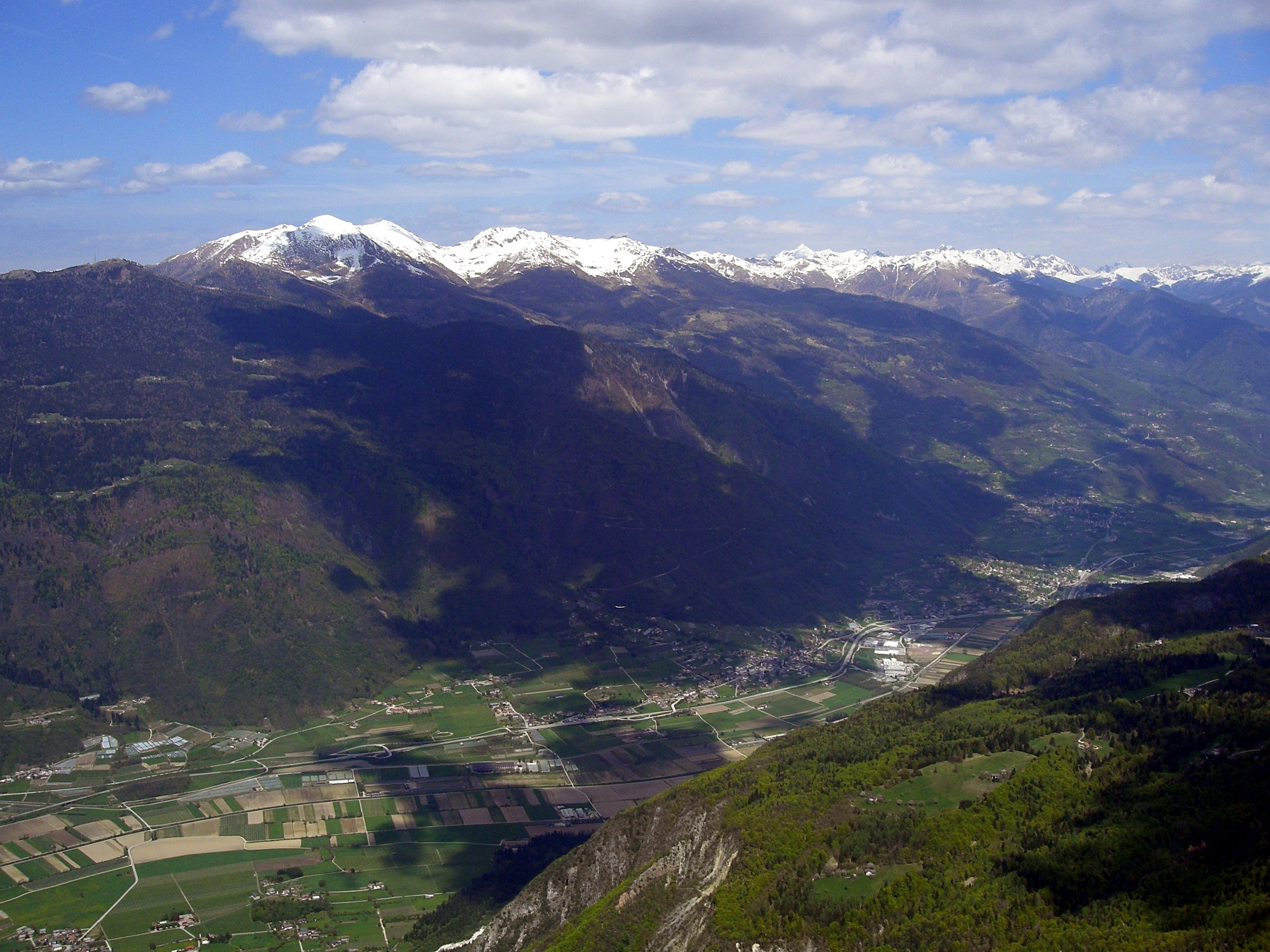
Novaledo.

- Nago-Torbole
- Nogaredo
- Nomi
- Novaledo
- Novella

## O
- Ospedaletto
- Ossana

## P

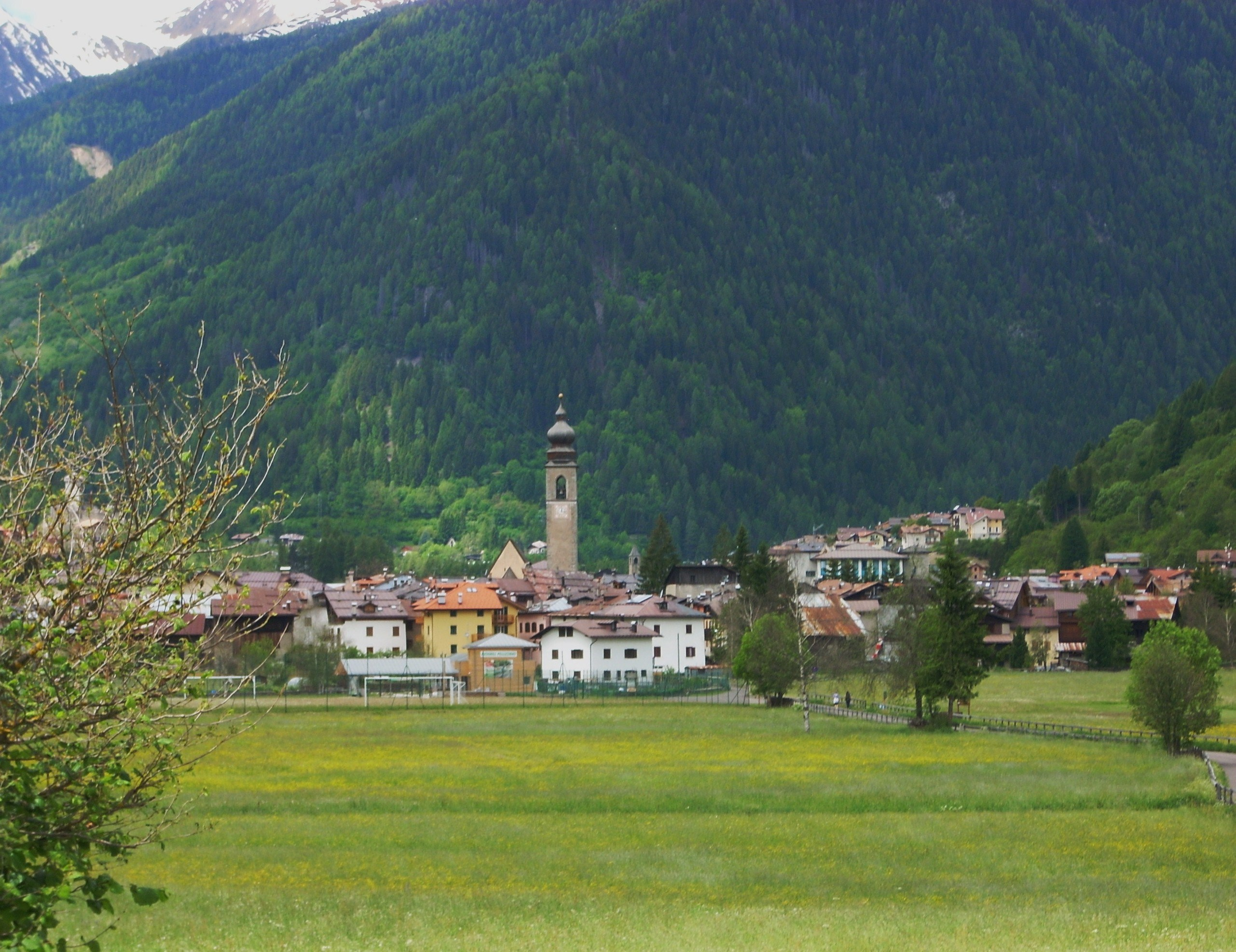
Pellizzano.

- Palù del Fersina
- Panchià
- Peio
- Pellizzano
- Pelugo
- Pergine Valsugana
- Pieve di Bono-Prezzo
- Pinzolo
- Pomarolo
- Porte di Rendena
- Predaia
- Predazzo
- Primiero San Martino di Castrozza

## R

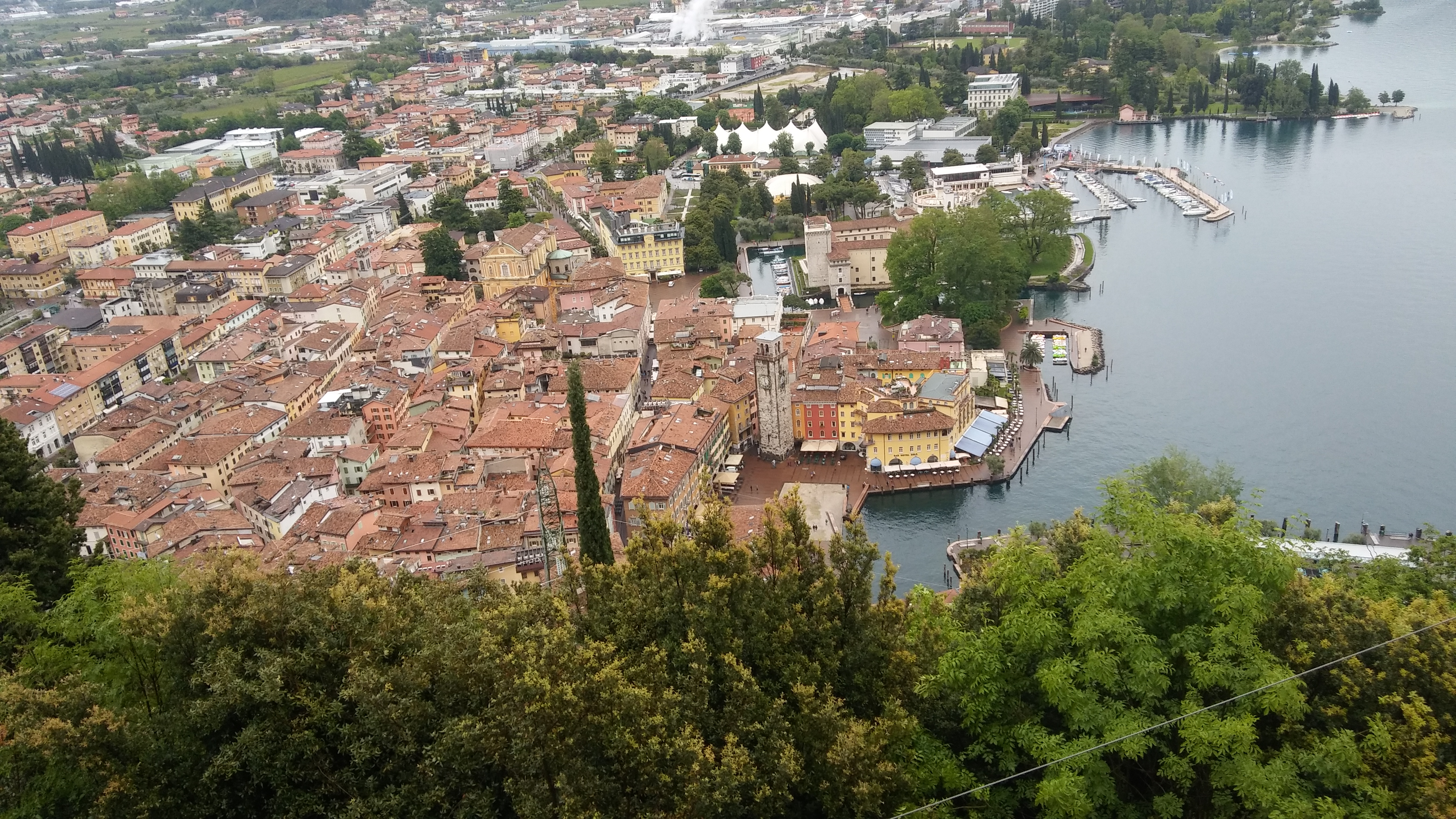
Riva del Garda.

- Rabbi
- Riva del Garda
- Romeno
- Roncegno
- Ronchi Valsugana
- Ronzo-Chienis
- Ronzone
- Rovereto
- Roverè della Luna
- Ruffrè
- Rumo

## S

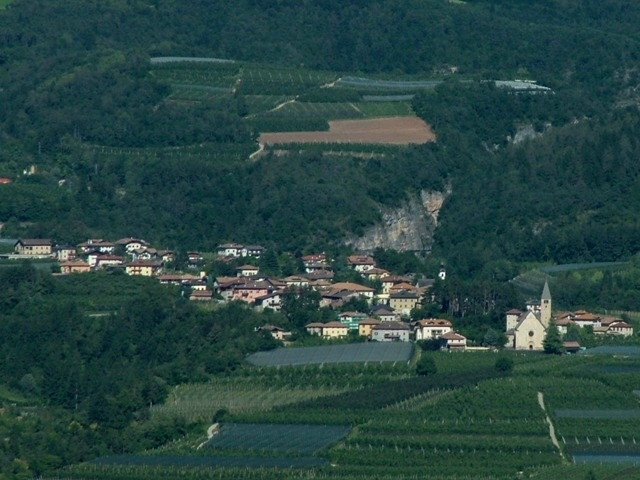
Sanzeno.

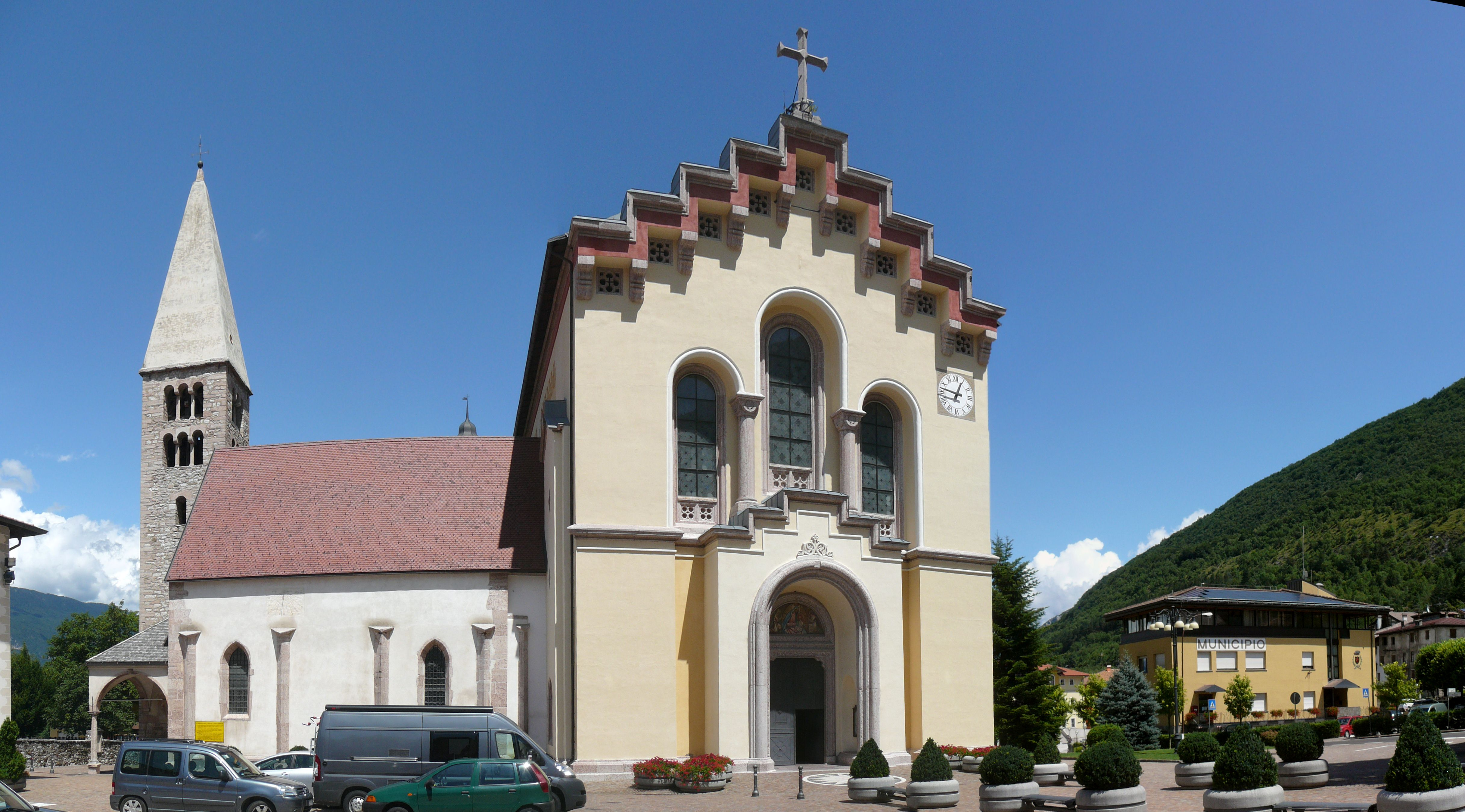
Spormaggiore.

- Sagron Mis
- Samone
- San Lorenzo Dorsino
- San Michele all'Adige
- Sant'Orsola Terme
- Sanzeno
- Sarnonico
- Scurelle
- Segonzano
- Sella Giudicarie
- San Giovanni di Fassa
- Sfruz
- Soraga
- Sover
- Spiazzo
- Spormaggiore
- Sporminore
- Stenico
- Storo
- Strembo

## T

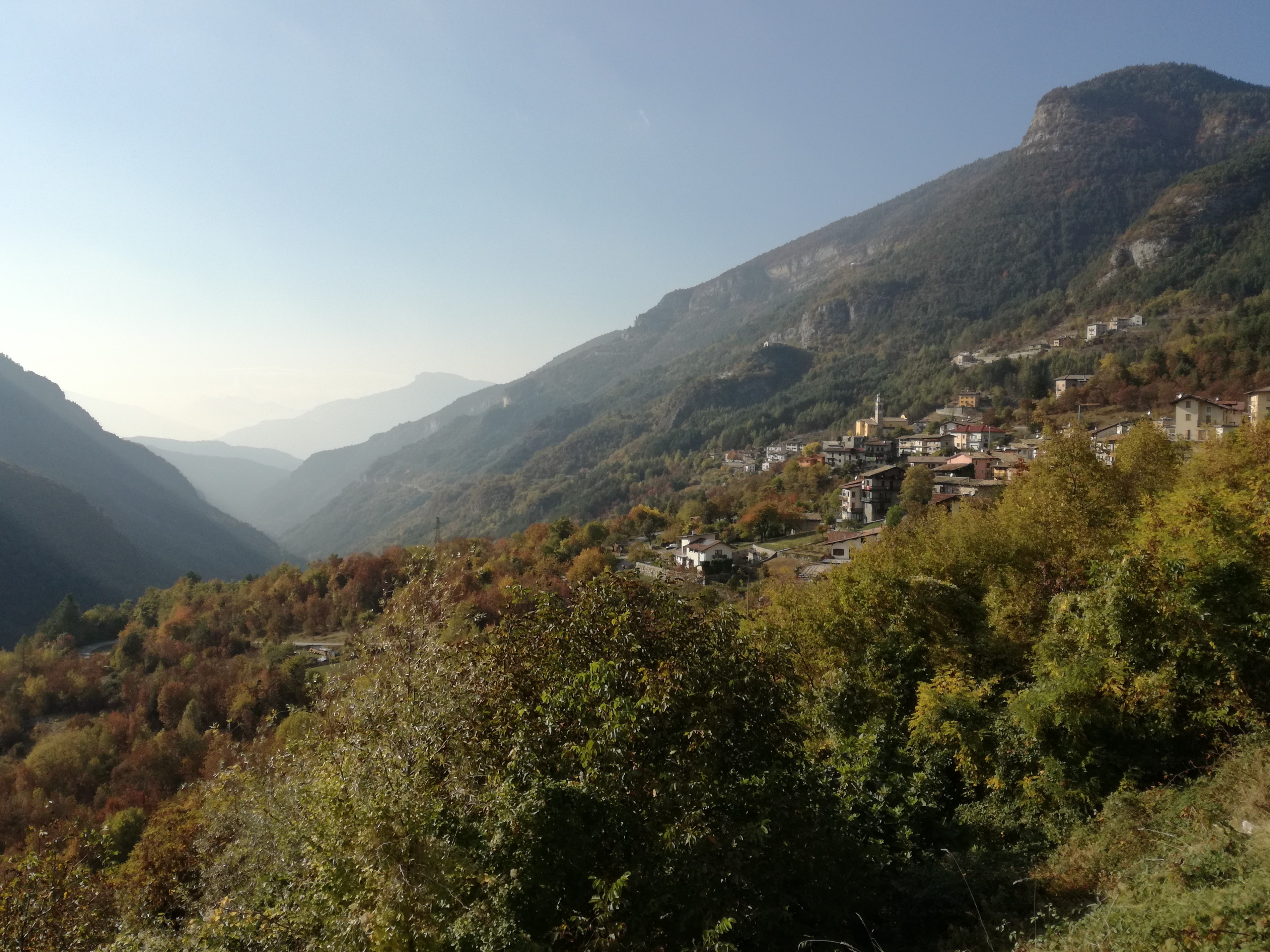
Terragnolo.

- Telve
- Telve di Sopra
- Tenna
- Tenno
- Terragnolo
- Terre d'Adige
- Terzolas
- Tesero
- Tione di Trento
- Ton
- Torcegno
- Trambileno
- Trente
- Tre Ville

## V

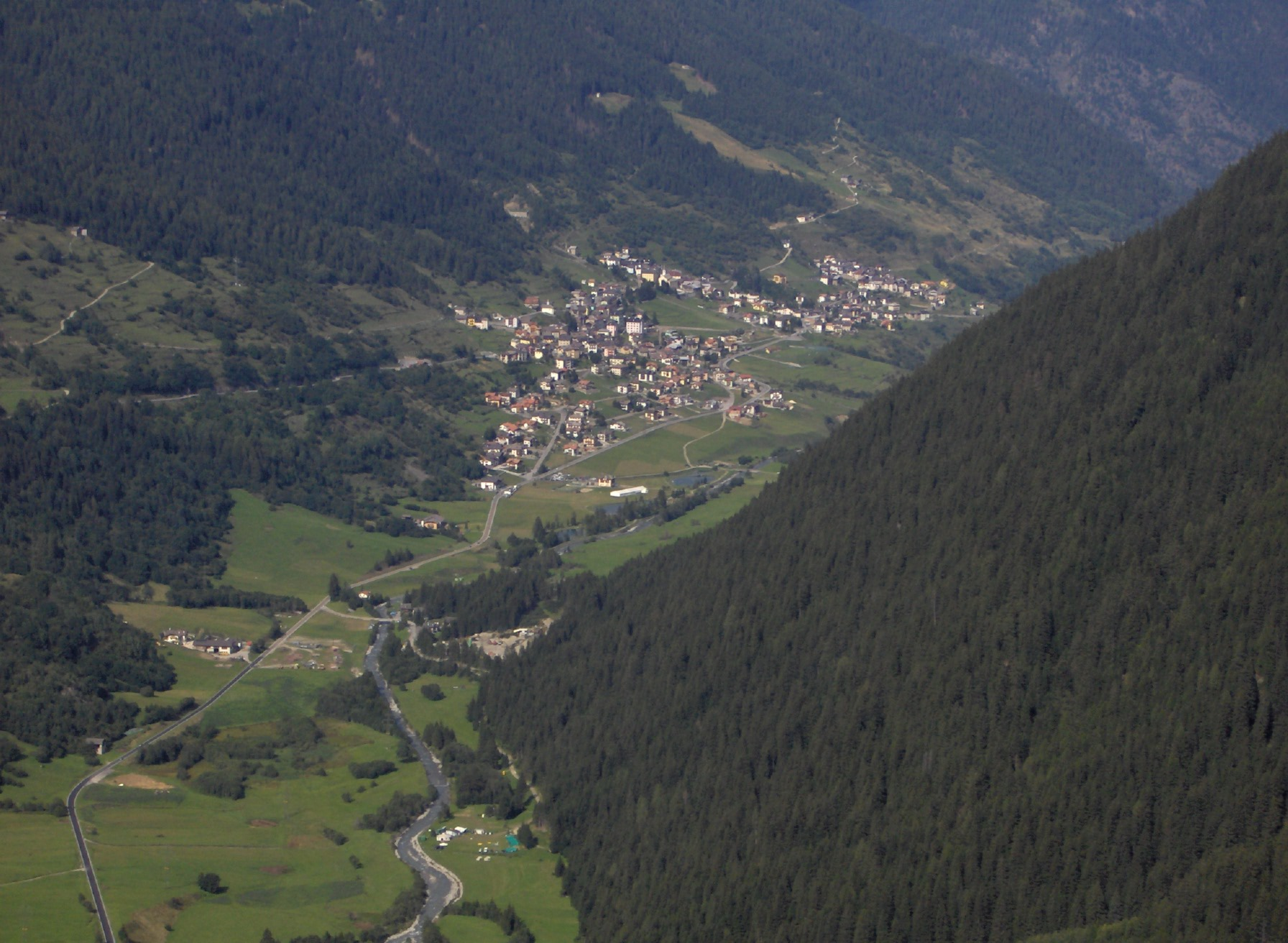
Vermiglio.

- Valdaone
- Valfloriana
- Vallarsa
- Vallelaghi
- Vermiglio
- Vignola-Falesina
- Villa Lagarina
- Ville d'Anaunia
- Volano

## Z
- Ziano di Fiemme